# Lepturges glaphyra
Lepturges glaphyra là một loài bọ cánh cứng trong họ Cerambycidae.